# Cesare Barbon
Cesare Barbon (Treviso, 12 marzo 1998) è un cestista italiano.